# Pseudomenopon pilgrimi
Pseudomenopon pilgrimi är en insektsart som beskrevs av Price 1974. Pseudomenopon pilgrimi ingår i släktet Pseudomenopon och familjen spolätare. Inga underarter finns listade i Catalogue of Life.